# Korkelm
Korkelm (Ulmus minor var. suberosa), også skrevet Kork-Elm, er et lille træ – en varietet af småbladet elm.
| Træ | Spire Denne artikel om træer er en spire som bør udbygges. Du er velkommen til at hjælpe Wikipedia ved at udvide den. |